# Valhalla (Band)
Valhalla war eine spanische Power-Metal-Band, die 1997 in Vizcaya gegründet wurde.

## Bandgeschichte
Valhalla wurde 1997 von Jevo (Gesang/Gitarre), Xabier Coto (Gitarre), Iván Valdemoros (Bass) und Iván Corcuera (Schlagzeug) gegründet. Schon drei Monate, nach ihrem ersten Konzert, verlässt Xabier Coto die Gruppe und wird durch Mikel Martinez ersetzt. 1998 erschien das erste Demo Guardians of Metal. Mit Javi „Patxa“ Navarro nahm die Gruppe eine neue Sängerin in die Band auf, die Jevo ersetzte. Die Band spielte unter anderem im Vorprogramm von Metal Church auf deren Spanientour.
Die erste CD Beyond the Underworld erschien als Eigenproduktion. Mit dieser CD konnte die Gruppe einen Plattenvertrag beim spanischen Label Zero unterschreiben. Das erste Album für die Plattenfirma erschien 2001 unter dem Titel Once Upon a Time. Für das Cover zeichnete Derek Riggs verantwortlich. Nachdem sich auf diesem Album Mikel Martinez und 
Ignacio „Jevo“ Garamendi die Bassparts teilen mussten, wurde mit Chefy ein neuer Bassist gefunden.
Für das 2003er Album Nightbreed wechselte die Gruppe zu Goimusic. Aufgrund des schlechten Vertriebs wechselte die Gruppe erneut zu Grabasonic. Das bisher letzte Werk The Aftermath erschien 2005.

## Musikstil
Valhalla spielen eine Mischung aus modernem europäischen Power Metal und dem traditionellen Heavy Metal, der für die neue spanische Szene seit der Jahrtausendwende typisch ist. Einflussfaktor sind insbesondere die frühen Werke von Helloween und Iron Maiden.

## Diskografie
- 1998: Guardians of Metal (Demo)
- 2000: Beyond The Underworld
- 2001: Once Upon A Time
- 2003: Nightbreed
- 2005: The Aftermath